# Friedrich Michelis
Friedrich Bernhard Ferdinand Michelis (ur. 27 lipca 1815 w Münster; zm. 28 maja 1886 we Fryburgu Bryzgowijskim) – niemiecki filozof i teolog.

## Życiorys
Friedrich Michelis w latach 1827–1834 uczęszczał do gimnazjum w Münster. Następnie studiował filozofię i teologię katolicką w Münster, a w 1838 otrzymał święcenia kapłańskie. W 1849 został nauczycielem religii w Duisburgu. W 1849 roku uzyskał w Bonn doktorat z filozofii. Od 1849 do 1854 był profesorem historii i filozofii na Wydziale Teologii w Paderborn. Od 1855 do 1864 był proboszczem w Albachten koło Münster. W 1864 roku został profesorem filozofii w Liceum Hosianum w Braniewie w Prusach Wschodnich. W 1866 wybrany został na posła parlamentu pruskiego. Ponieważ był zwolennikiem Kościoła starokatolickiego, biskup diecezjalny zakazał mu dalszego nauczania w Hosianum. W 1870 roku jako jeden z głównych przywódców ruchu starokatolickiego został ekskomunikowany. W roku 1875 został proboszczem parafii starokatolickiej we Fryburgu Bryzgowijskim, gdzie w 1886 roku zmarł i gdzie został pochowany.